# БАТ-М

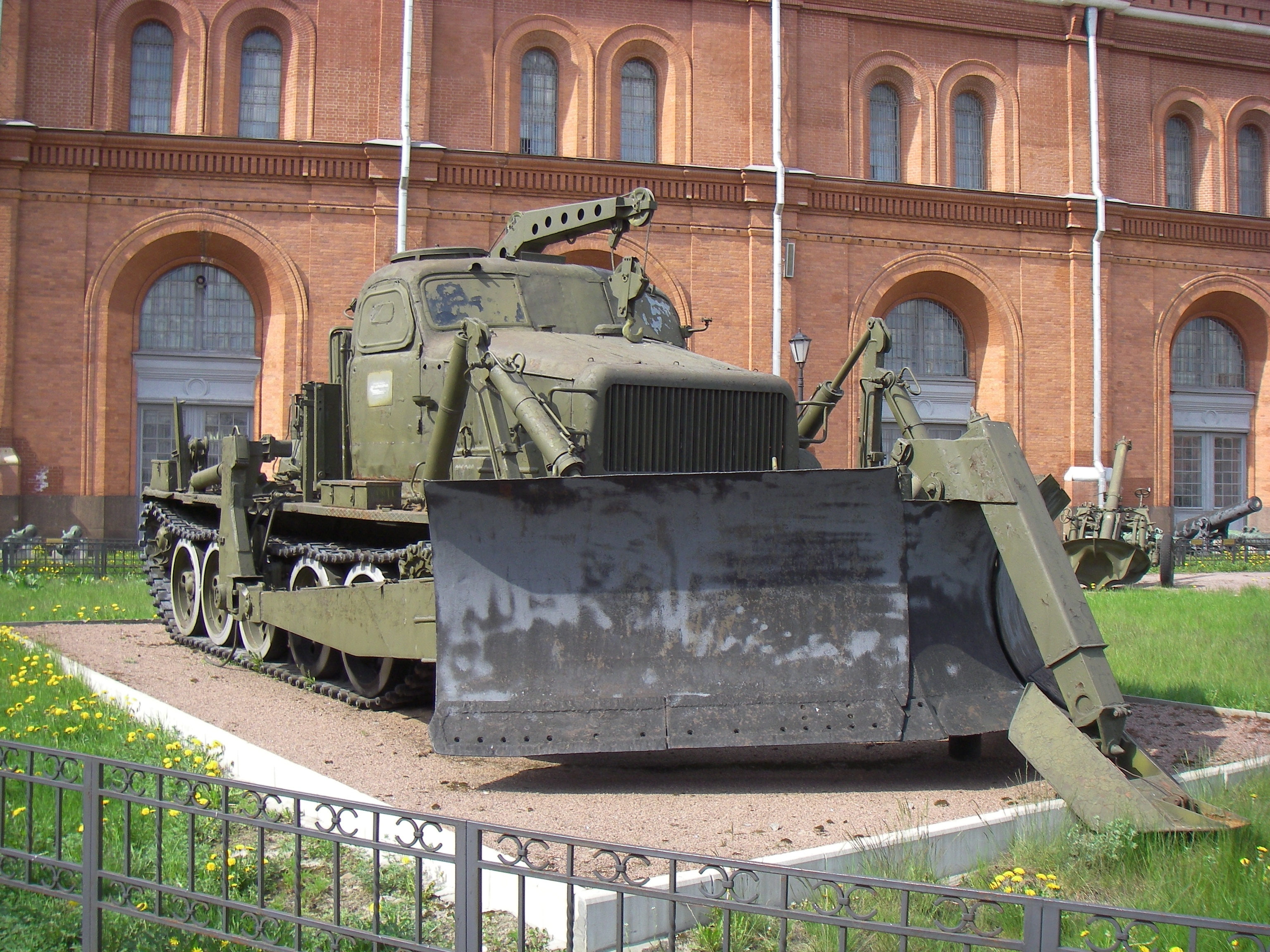

БАТ-М — інженерна машина - шляхопрокладач. Застовувався для прокладення колонних шляхів та виконання робіт із підготовки та утримання в належному стані військових доріг. Створений для заміни БАТ-1, замінений на БАТ-2.

## Призначення
БАТ-М призначений для:
- переміщення ґрунту при влаштуванні переходів через яри та рови;
- влаштування спусків до переправ;
- розчистки маршруту руху від чагарників, дерев, пнів, снігу і каміння;
- влаштування проходів в завалах, в лісі і населених пунктах;
- виконання земляних робіт в районах надзвичайних ситуацій.

## Тактико-технічні характеристики
| Технічна продуктивність при прокладанні колонних шляхів, км/год: |         |
| - по пересіченій місцевості                                      | 1,5-10  |
| - в чагарниках                                                   | 4-8     |
| - по сніговій цілині                                             | 8-10    |
| - в лісових завалах                                              | 0,1     |
| Витрати пального, л:                                             |         |
| на 100 км пробігу                                                | 200-250 |
| на 1 год роботи двигуна                                          | 40      |
| Вантажопідйомність кранового обладнання, т                       | 2       |
| Тягове зусилля лебідки, тс                                       | 20      |
| Маса, т                                                          | 27,5    |

## Загальна будова
Основними частинами шляхопрокладача БАТ-М є базова машина (виріб 405 МУ або АТ-Т) і робоче обладнання. В склад робочого обладнання БАТ-М входять:
- бульдозерне обладнання;
- механізм управління бульдозерним обладнанням;
- кранове обладнання;
- механізм відбору потужності;
- електропневмоуправління;
- гідропривод.

Бульдозерне обладнання призначене для пошарового зрізання і переміщення ґрунту. Основними частинами бульдозерного обладнання є:
- рама;
- штовхач рами;
- відвал;
- лижа.

Механізм управління бульдозерним обладнанням призначений для зміни розташування рами з відвалом залежно від виду виконуваної роботи. 
До механізмів управління відносяться:
- механізми підйому;
- механізм перекосу;
- механізм перекидання.

Кранове обладнання призначене для механізації вантажно-розвантажувальних робіт при прокладанні колонних шляхів і демонтажу бульдозерного обладнання. Основними частинами кранового обладнання є: 
- колона;
- стріла;
- вантажна лебідка;
- механізм повороту;
- гідроциліндр зміни вильоту стріли.

Механізм відбору потужності призначений для зміни і передачі обертового моменту від конічного редуктора базової машини до гідронасосів і включення лебідки шляхопрокладача. Він складається з:
- редуктора відбору потужності;
- привода переключення.

Електропневмоуправління призначене для дистанційного управління гідророзподільниками, електромагнітним повітряним краном, а також для забезпечення безаварійної роботи окремих механізмів машини і включає в себе електричну та пневматичну системи.
Гідропривід призначений для управління положенням бульдозерного і кранового обладнання. За допомогою гідропривода виконуються такі операції: 
- підйом, опускання і перекошування бульдозерного обладнання;
- встановлення БО в плаваюче чи фіксоване положення;
- підйом та опускання полозу лижі;
- підйом, опускання та поворот стріли кранового обладнання;
- підйом та опускання гакової обойми.